# Nettgendorf
Nettgendorf ist seit 1993 einer von 23 Ortsteilen der Gemeinde Nuthe-Urstromtal im Landkreis Teltow-Fläming, Brandenburg.

## Lage und Naturraum

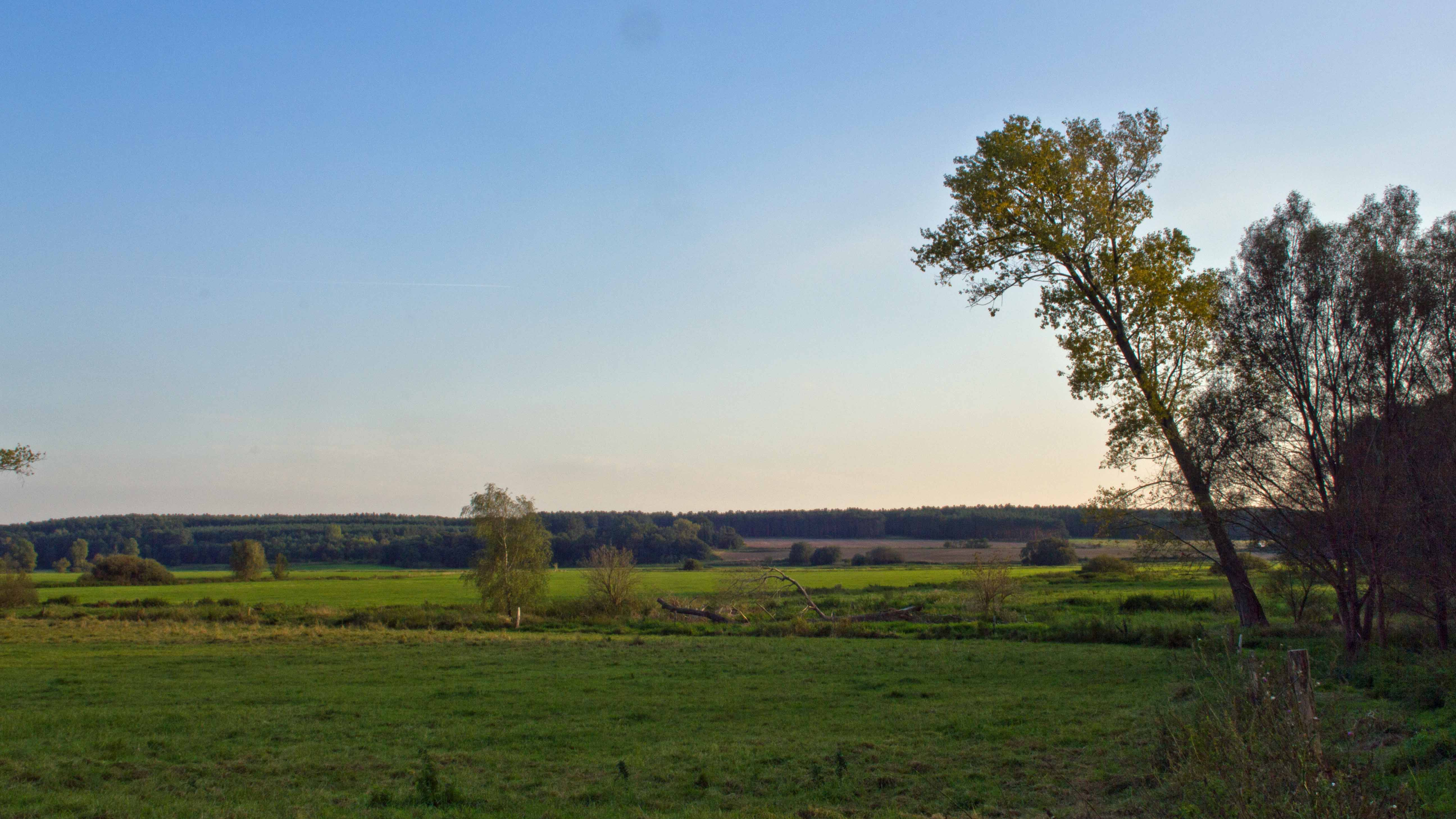
Zwischen Nettgendorf und Dobbrikow

Nettgendorf liegt zentral im Naturpark Nuthe-Nieplitz, der sich über die Grenzen der Kreise Potsdam-Mittelmark und Teltow-Fläming erstreckt. Der Ort befindet sich nordwestlich des 96 Meter hohen Pekenberges, einer typischen Ablagerung der Gletscher der Weichselkaltzeit, in einer sumpfigen Niederung. Im Westen schließt sich die Nasse Heide an, Teil des 50 Hektar umfassenden ehemaligen Naturschutzgebiets Dobbrikower Wiesen und Weinberg. Das Wiesenland des Gebietes prägen Kiefernforste, Gebüschgruppen und Wassergräben, an denen feuchtigkeitsliebende Spezialisten ihren bevorzugten Lebensraum finden. Dazu zählt das in Brandenburg als gefährdet eingestufte Weiße Schnabelried, eine kennzeichnende Art in nassen Vertiefungen (Schlenken) der Bult-Schlenken-Komplexe in Hochmoorzentren sowie von Schwingrasen verlandender Moorkolke. Ferner kommen hier die in Brandenburg stark gefährdeten Mittlerer Sonnentau und Stumpfblütige Binse vor. Auf den kargen Sandflächen und trockenen Böden der Ablagerungsflächen sind hingegen wärmeliebende Pflanzen beheimatet. In diesen Bereichen wurde das in Brandenburg stark gefährdete Rötliche Fingerkraut nachgewiesen, das basen- und meist auch kalkreiche, magere, trockene Sand- und Kiesböden auf Kalkverwitterungslehmen und Löß mit Kalk-, Trocken- und Magerrasen bevorzugt. Auf den basiphilen Trockenrasen der Hügel südwestlich von Nettgendorf gibt es Bestände der in Brandenburg vom Aussterben bedrohten und nach der Bundesartenschutzverordnung  (BArtSchV) besonders geschützten Wiesen-Kuhschelle.
Charakteristisch für den Ort sind die meist zweistöckigen Häuser der Höfe, an der Nettendorfer Hauptstraße. In der DDR wurden die meisten Wohnungen dort modernisiert, moderne Fenster eingebaut und die Original-Fassaden grundlegend verändert. Zumeist nur noch an den Haustüren ist zu erkennen, dass die Gebäude in der Regel gegen Ende des 19. Jahrhunderts gebaut wurden.

## Geschichte und Etymologie

### 14. bis 16. Jahrhundert
Das Dorf (villa) Netkendorff – benannt nach einem Mann mit dem slawischen Personennamen Netko – wurde 1307 erstmals urkundlich erwähnt. Es kam in diesem Jahr aus der Herrschaft derer von Trebbin zu Blankensee in den Besitz des Klosters Zinna und wurde seelsorgerisch vom Bistum Brandenburg betreut. Die Zisterzienser errichteten im Jahr 1360 eine viel besuchte Wallfahrtskapelle, die „vom Abt von Zinna dem Prior eingeräumt“ wurde. Allerdings blieb der Ort im Nachbardorf Dobbrikow eingekircht. Über die Geschichte in den weiteren Jahrzehnten ist bislang nichts bekannt. Erst 1480 erschien Neckendorf in den Urkunden. Es war zu dieser Zeit 35 Hufen groß, von denen der Dorfschulze vier Lehnhufen bewirtschaftete. Es gab weiterhin sechs Dreihufner, davon ein Krüger, sechs Zweihufner, einen Einhufner und einen Kossäten. Die Bewohner „holzen um ihr Dorf herum, wo sie nur können“, wie in den Urkunden verzeichnet ist. In den weiteren Jahrzehnten gab es bislang erneut keine Dokumente, die Hinweise auf die Dorfgeschichte geben. Nach der Reformation gelangt das Dorf im Jahr 1553 in den Besitz des Amtes Zinna. Im Jahr 1562 lebten in Nettgendorf insgesamt 15 als „Hauswirte“ bezeichnete Familien. Sie zahlten dem Pfarrer je Hufe ein Scheffel, während der Küster von jedem Hauswirt zwei Brote erhielt. Die Familien leisteten im Jahr 1586 weitere Abgaben in Höhe von „3 1⁄2 Taler zum 70. Pfenning“. Zu einem bislang weiter nicht näher bekannten Zeitpunkt im 16. Jahrhundert wurde die Kapelle abgebrochen und Nettgendorf blieb weiterhin nach Dobbrikow eingekircht.

### 17. Jahrhundert
Um 1600 hatte sich die Anzahl der Haushalte nicht erhöht und lag bei weiterhin 15 Hauswirten. Im Jahr 1609 lebten leben dem Dorfschulzen weitere zwölf Hufner und zwei Kossäten im Ort, das sich zu einem Sackgassendorf entwickelte. Vor dem Dreißigjährigen Krieg lebten im Dorf 15 Hufner, die auch als „besessene Mann“ bezeichnet wurden. Es gab nach wie vor den Lehnschulzen, zwölf Hufner und zwei Kossäten. Der Schulze bewirtschaftete vier Hufen; es gab mittlerweile sieben Dreihufner (darunter einen Krüger), nur noch fünf Zweihufner sowie zwei Kossäten, von denen einer einen Garten ein zwölf „Endichen Land“ besaß. Der andere Kossät besaß einen Garten, einen Horst, zwei Endichen Land und eine als „Plan“ bezeichnete Fläche, die „hinterm Gehege“ lag. Die Gemarkung war nach wie vor 35 Hufen groß. Nach dem Krieg fiel Nettgendorf wüst, es war „abgebrannt und wüst und wohnt niemand darin“. Im Jahr 1684 gab es im Ort 15 Güter. Neben dem Schulzen waren es 12 Hufner, von denen neun „dienen“ sowie zwei Kossäten, von denen „einer gangbar ist“. Damit wären nach dem Krieg in vergleichsweise kurzer Zeit die Höfe wieder weitgehend besetzt gewesen. Zwei Jahre später waren es zehn Hufner und ein Kossät. Der Schulze bewirtschaftete mittlerweile nur noch zwei Hufen, auf denen er 18 Scheffel Aussaat ausbrachte. Von seinen Wiesen konnte er zehn Fuder Heu Ertrag erzielen. Er besaß eine Wohnung, zwei Gärten und hatte das Recht zur Hütung. Den neun Hufnern standen je zwei Hufen zur Verfügung, auf denen sie je 14 Scheffel aussäten. Sie erzielten sechs Fuder Heu, besaßen ebenfalls eine Wohnung, zwei Gärten und durften Vieh halten. Der Kossät brachte es auf fünf Scheffel Aussaat und zwei Fuder Heu. Drei Bauerngüter und ein Kossätenhof lagen allerdings nach wie vor wüst.

### 18. Jahrhundert
Im Jahr 1727 waren die Stellen wiederbesetzt und neben dem Dorfschulzen lebten zwölf Hufner und zwei Kossäten im Ort. Die 13 Bauern brachten im Jahr 1728 auf den 36 Hufen je sieben Wispel 19 Scheffel 3 Metzen Aussaat aus, die Kossäten 7 Scheffel 8 Metzen. Zehn Jahre später gab es einen Vierhufner (den Lehnschulzen), sieben Dreihufner, fünf Zweifhufner und zwei Kossäten. An der Struktur änderte sich in den folgenden Jahren nur wenig. Im Jahr 1745 waren es 13 Hufner, zwei Kossäten und erstmals ein Büdner. Er hatte zwei Jahre später jedoch möglicherweise wieder das Dorf verlassen, da die Statistik in diesem Jahr nur noch 13 Bauern und zwei Kossäten aufführte. Im Jahr 1749 lebten in Nettgendorf 13 Vollspänner, drei Kossäten und zwei Hausleute, die insgesamt 35 Hufen bewirtschafteten. Die Bezeichnung des Dorfs änderte sich im Jahr 1753 auf Nöttgendorff und im Jahr 1775 auf Nettchendorf. Aus dem Jahr 1772 ist eine vergleichsweise umfassende Statistik überliefert. Demzufolge gab es im Dorf 13 Hufner, darunter den Schulzen sowie zwei Kossäten. Mittlerweile hatten sich auch einige Gewerke im Ort angesiedelt. Die beiden Büdner arbeiteten als Schmied bzw. Leineweber; es gab je einen Kuh- und einen Pferderwirt sowie insgesamt 19 als „Wirte“ bezeichnete Einwohner, je 19 Männer und Frauen. Es gab elf alte Wirte, acht Männer und drei Frauen sowie neun Söhne, die älter als 10 Jahre und zehn Söhne, die jünger als 10 Jahre waren. Elf Töchter waren über 10 Jahre, 21 unter 10 Jahre alt. Im Ort lebten und arbeiteten weiterhin sieben Knechte und fünf Mägde. Es gab einen Einlieger mit Frau und Tochter. Aus dem Jahr 1792 ist bekannt, dass es zwölf Bauern, sechs Kossäten und zwei Büdner sowie sechs Hausleute oder Einlieger gab. Das Dorf bestand aus 20 Feuerstellen (=Haushalte).

### 19. Jahrhundert
Im Jahr 1801 lebten in Nettgendorf der Lehnschulze mit zwölf Ganzbauern und zwei Ganzkossäten. Es gab einen Büdner und einen Krug. Gemeinsam bewirtschafteten sie nach wie vor 20 Feuerstellen eine Fläche von 34 Hufen und schlugen 250 Morgen Holz. Im Jahr 1812 wurden auf 310 Morgen Quadratruten (QR) insgesamt 14 Wispel 13 Scheffel 13 Metzen Aussaat vorgenommen. Ein Jahr später gab es erstmals ein Schulhaus sowie zwei Hirtenhäuser im Dorf. Die Anzahl der Hauseigentümer war auf 21 angewachsen. Aus dem Jahr 1818 sind ein Gast- und Schankwirt, ein Ölschläger, ein Schlächter und ein Schmied überliefert. Im Laufe der nächsten Jahrzehnte kamen weitere Gewerke hinzu: 1837 arbeiteten im Dorf ein Grobschmiedemeister sowie ein Schankwirt im Ort. Als Nebenbeschäftigung wurden zwei Webstühle auf Leinwand betrieben; es gab einen weiblichen Dienstboten und mittlerweile 26 Wohnhäuser. Im Jahr 1840 berichtete die Statistik lediglich von einem Schmied, einem Weber auf einem Stuhl sowie einem Schneider. Im Jahr 1849 wechselte die Gerichtsbarkeit von Land- und Stadtgericht in Luckenwalde zur Gerichtskommission in Luckenwalde, um von dort im Jahr 1879 an das Amtsgericht Luckenwalde zu gelangen. Umfangreicher sind die Angaben aus dem Jahr 1858. Zu dieser Zeit standen im Ort drei öffentliche sowie 18 Wohn- und 36 Wirtschaftsgebäude. Nettgendorf war 3729 Morgen groß, davon waren 2044 Morgen bewaldet, 1104 Morgen wurden als Acker, 527 Morgen als Wiese genutzt. Die Gehöfte nahmen eine Fläche von 57 Morgen ein. Eine Mühle erschien erstmals im Jahr 1891.

### 20. und 21. Jahrhundert

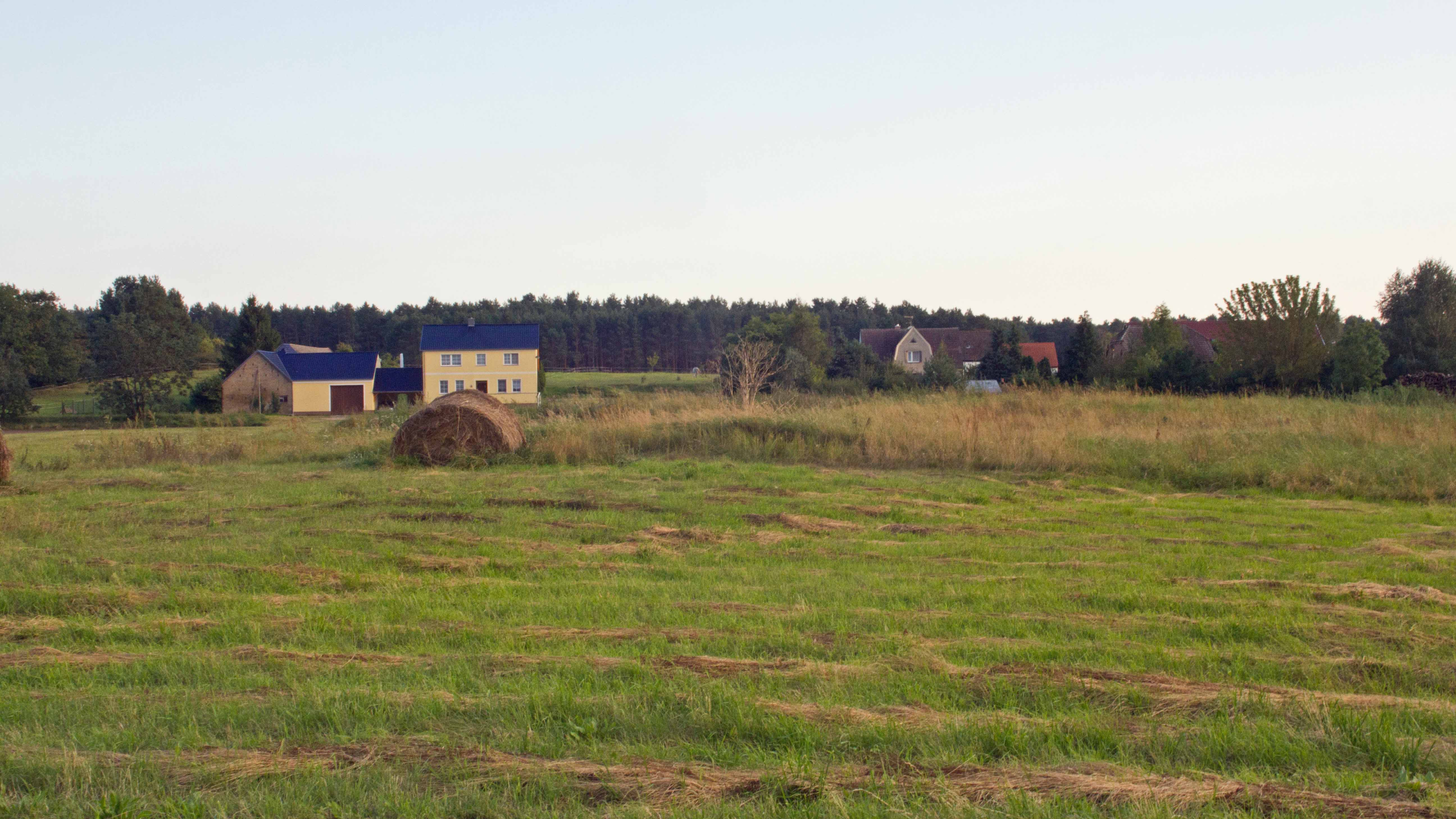
Nettgendorf, Klinkenmühler Straße

Um die Jahrhundertwende standen im Jahr 1900 im Ort 40 Wohnhäuser. Es gab zwei Büdner, die 18,37 bzw. 12,35 Hektar bewirtschafteten, einen Büdner mit 10,91 Hektar Fläche, der auch als Maurer tätig war und fünf Dreihufner mit 96, 83, 81,67, 66,50 und 66,06 Hektar Fläche. Einem Einhufner standen 33,98 Hektar zur Verfügung, der Gastwirt bewirtschaftete 13,86 Hektar Fläche. Der Gemeindevorsteher besaß 36,25 Hektar, ein Halbbauer 39,64 Hektar, ein Halbhufner 16,87 Hektar sowie ein Kossät 33,89 Hektar. In Nettgendorf unterrichtete ein Lehrer und es gab einen als Stammgutbesitzer bezeichneten Einwohner mit 9,14 Hektar sowie zwei Zweihufner mit 54,34 bzw. 49,48 Hektar Fläche. Im Jahr 1931 war das Dorf 977,8 Hektar groß; darauf standen 39 Wohnhäuser mit 39 Haushaltungen. Eine weitere Statistik weist für das Jahr 1939 einen land- und forstwirtschaftlichen Betrieb mit mehr als 100 Hektar auf. Acht Betriebe waren zwischen 20 und 100 Hektar groß, 14 zwischen 14 und 20 Hektar, sechs zwischen 5 und 10 sowie 4 zwischen 0,5 und 5 Hektar.
Nach dem Zweiten Weltkrieg wurden 218,9 Hektar enteignet: 135,9 Hektar Wald, 40 Hektar Acker, 25,7 Hektar Wiese und Weide, 16,4 Hektar Wege und Ödland sowie 0,6 Hektar Hofräume. Von diesen Flächen erhielten zwei landlose Bauern und Landarbeiter 19,5 Hektar. Weitere 49,1 Hektar wurden auf sieben landarme Bauern verteilt, 54,8 Hektar gingen an fünf Umsiedler. Weitere 17,1 Hektar wurden an fünf Altbauern verteilt, 54,8 Hektar erhielt das Land Brandenburg. Die Gemeinde beanspruchte 12,8 Hektar, 12,2 Hektar gingen an den Bodenfonds sowie 1,5 Hektar an die Vereinigung der gegenseitigen Bauernhilfe (VdgB). Im Jahr 1950 bestand Nettgendorf mit dem Wohnplatz Klinkenmühler Weg. Kurz darauf gründete sich im Jahr 1953 eine LPG vom Typ I mit zunächst acht Mitgliedern und 26 Hektar landwirtschaftlicher Nutzfläche, die 1858 in eine LPG Typ III überging. Diese bestand 1960 fort, hatte ein Jahr später bereits 40 Mitglieder und 200 Hektar Nutzfläche, die sich 1974 mit der LPG Typ III Dobbrikow zusammenschlossen. Eine weitere LPG Typ I hatte im Jahr 1961 insgesamt 32 Mitglieder und 114 Hektar Fläche, die 1967 an die LPG Typ III angeschlossen wurde. Im Jahr 1983 bestand die Revierförsterei Nettgendorf, die auf dem Pekenberg einen Feuerwachturm betrieb.
Am 6. Dezember 1993 wurde Nettgendorf in die neue Gemeinde Nuthe-Urstromtal eingegliedert.

## Bevölkerungsentwicklung
| Jahr      | 1772 | 1791 | 1801 | 1817 | 1837 | 1858 | 1871 | 1885 | 1895 | 1905 | 1925 | 1939 | 1946 | 1964 | 1971 | 1981 |
| Einwohner | 115  | 111  | 123  | 105  | 159  | 198  | 236  | 198  | 193  | 190  | 188  | 174  | 236  | 155  | 144  | 143  |

## Politik
Seit den Kommunalwahlen im Jahr 2014 ist Ralf Schulz der Ortsvorsteher der Gemeinde.

## Kultur und Sehenswürdigkeiten

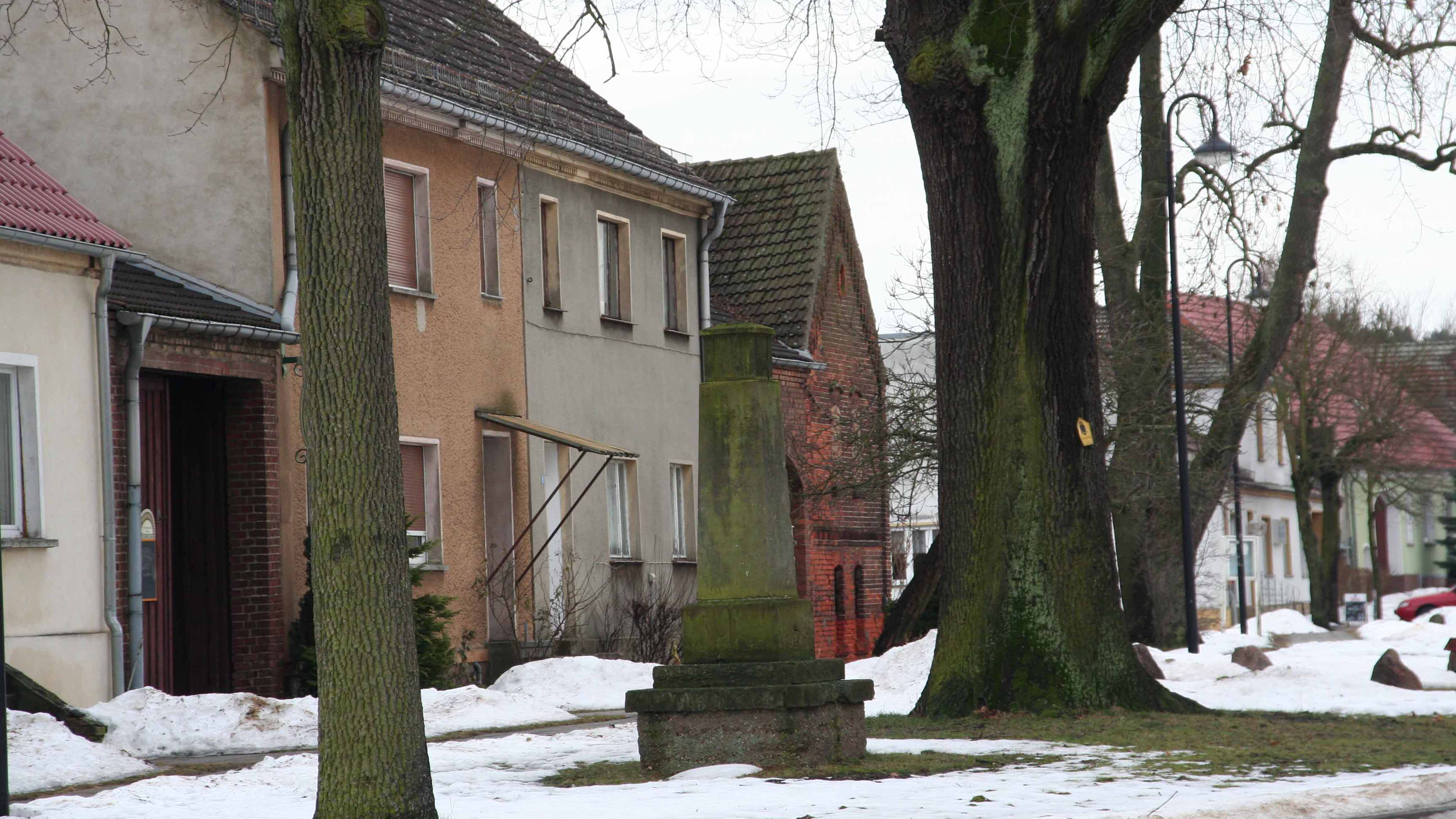
Nettgendorf, Hauptstraße

- Denkmal für die Gefallenen der Weltkriege im historischen Dorfzentrum
- Mehrere ausgeschilderte Touren des FlämingWalk[7] berühren den Ort oder haben dort ihren Ausgangspunkt. Die durch den Ort führende Kreisstraße K 7219 ist in der Saison eine beliebte Motorrad-Strecke, nicht zuletzt, weil im Nachbarort Dobbrikow ein stark frequentierter Biker-Treffpunkt ist.